# Efecte Munroe

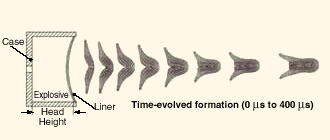
Capçal EFP. USAF Research Laboratory

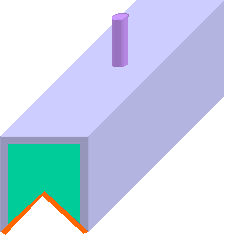
Linear shaped charge

S'anomena efecte Munroe la capacitat que tenen alguns explosius de concentrar l'efecte de la seva emissió d'energia (explosió) si se'ls modela adequadament. El descobriment va ser fet pel científic nord-americà del mateix nom en la segona meitat del segle xix.
Si es pren la càrrega d'un projectil d'artilleria (normalment ogival) i es buida anteriorment aconseguint una cavitat perfectament parabòlica, en el moment de l'explosió tota l'energia produïda per la càrrega és condensada (principalment en forma de calor) en el focus de la paràbola. Durant molt de temps, aquest fenomen va ser aplicat només al tall de vies, realitzat amb petites càrregues lineals. Durant la Segona Guerra Mundial, l'exèrcit alemany va començar a aplicar aquest principi en les seves armes personals antitancs Panzerfaust.
Els efectes de l'explosió d'una càrrega buida contra un tanc són que el dard de flama que sorgeix del projectil (amb una temperatura de l'ordre de 3000-3500 graus) fon la cuirassa del vehicle i fa penetrar en el seu interior un raig d'aire i gas candents capaç de carbonitzar a la tripulació, fer esclatar les municions i incendiar el combustible. Exteriorment el resultat apareix com un forat de pocs centímetres de diàmetre, amb vores foses. Des de l'interior el forat té forma d'embut, amb el diàmetre major cap al costat intern.
Durant la Guerra del Golf, els tancs M1 Abrams nord-americans van utilitzar el projectil de càrrega buida STalbot i van destruir molts T-62 i T-55 en penetrar la seva cuirassa, incinerar a la tripulació i posteriorment fer detonar tots els explosius al seu interior.